# 葉惠仲
葉惠仲（1340年—1403年3月4日），名見恭，以字行，浙江行省台州府臨海縣（今浙江省臨海市）人，明朝官员。
葉惠仲與兄弟葉夷仲共有文名，因知縣身份入修《明太祖實錄》，升任南昌府知府。永乐元年，因直书《靖難》事被凌迟，家族被连坐族誅，妻蕭氏被配给永平衞千戶秦貴为奴。